# THAP7
THAP7 (англ. THAP domain containing 7) – білок, який кодується однойменним геном, розташованим у людей на короткому плечі 22-ї хромосоми. Довжина поліпептидного ланцюга білка становить 309 амінокислот, а молекулярна маса — 34 414.
| 10         |  | 20         |  | 30         |  | 40         |  | 50         |
| ---------- |  | ---------- |  | ---------- |  | ---------- |  | ---------- |
| MPRHCSAAGC |  | CTRDTRETRN |  | RGISFHRLPK |  | KDNPRRGLWL |  | ANCQRLDPSG |
| QGLWDPASEY |  | IYFCSKHFEE |  | DCFELVGISG |  | YHRLKEGAVP |  | TIFESFSKLR |
| RTTKTKGHSY |  | PPGPAEVSRL |  | RRCRKRCSEG |  | RGPTTPFSPP |  | PPADVTCFPV |
| EEASAPATLP |  | ASPAGRLEPG |  | LSSPFSDLLG |  | PLGAQADEAG |  | CSAQPSPERQ |
| PSPLEPRPVS |  | PSAYMLRLPP |  | PAGAYIQNEH |  | SYQVGSALLW |  | KRRAEAALDA |
| LDKAQRQLQA |  | CKRREQRLRL |  | RLTKLQQERA |  | REKRAQADAR |  | QTLKEHVQDF |
| AMQLSSSMA  |  |            |  |            |  |            |  |            |

A: Аланін

C: Цистеїн

D: Аспарагінова кислота

E: Глутамінова кислота

F: Фенілаланін

G: Гліцин

H: Гістидин

I: Ізолейцин

K: Лізин

L: Лейцин

M: Метіонін

N: Аспарагін

P: Пролін

Q: Глутамін

R: Аргінін

S: Серин

T: Треонін

V: Валін

W: Триптофан

Кодований геном білок за функцією належить до фосфопротеїнів. 
Задіяний у таких біологічних процесах, як транскрипція, регуляція транскрипції. 
Білок має сайт для зв'язування з іонами металів, іоном цинку, ДНК. 
Локалізований у ядрі, хромосомах.